# Горне (Макаровський міський округ)
Горне (рос. Горное) — село у Макаровському міському окрузі Сахалінської області Російської Федерації.
Населення становить 38 осіб (2013).

## Історія
З 1905 по 3 вересня 1945 року у складу губернаторства Карафуто Японії, відтак у складі Макаровського міського округу Сахалінської області.

## Населення
| 2002 | 2010 | 2013 |
| ---- | ---- | ---- |
| 260  | ↘75  | ↘38  |